# Roue à augets

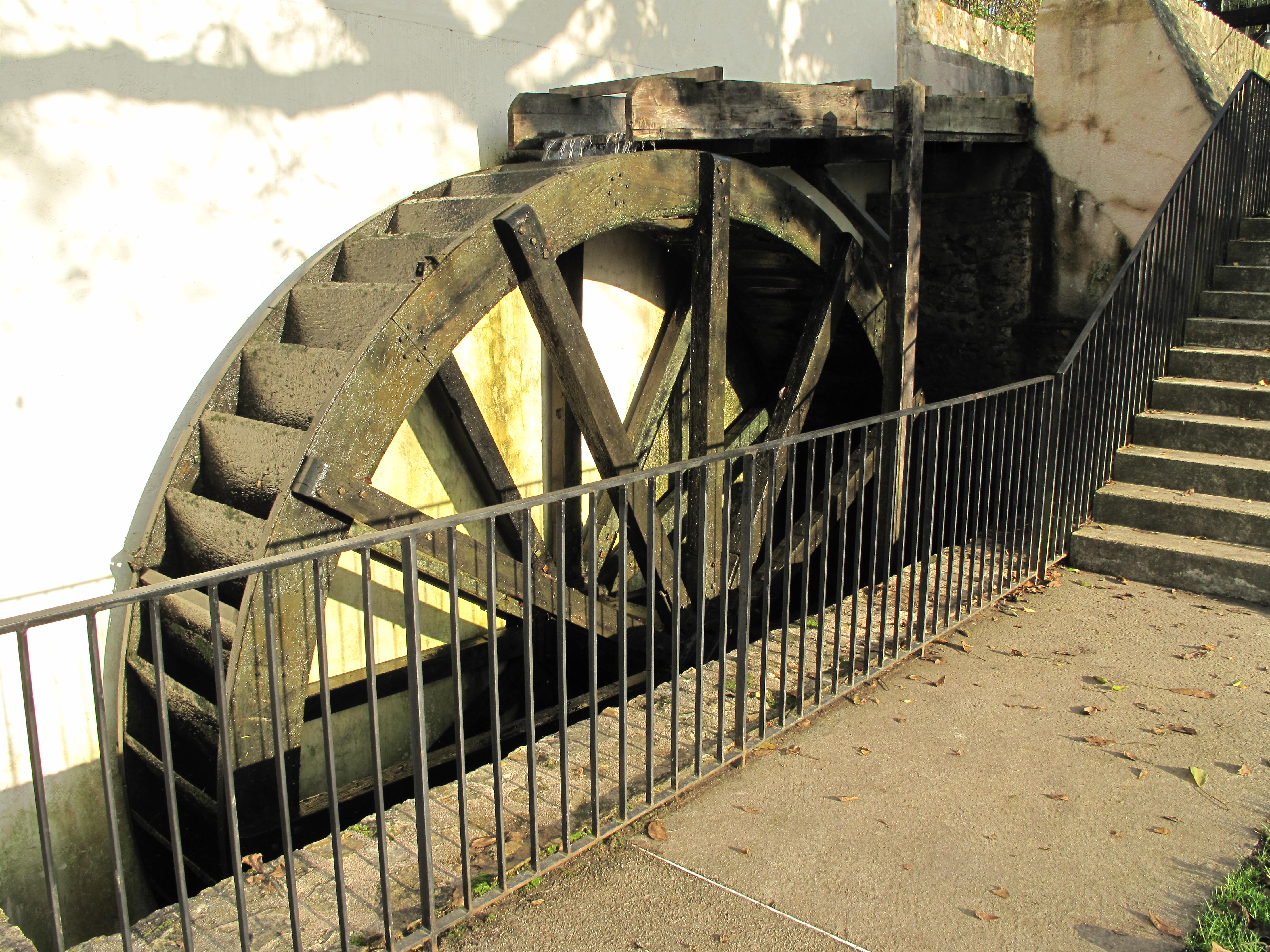
La roue à augets du Moulin Russon à Bussy-Saint-Georges (Île-de-France).

Roue à augets du Moulin du Vanneau à Saints-en-Puisaye (Yonne).

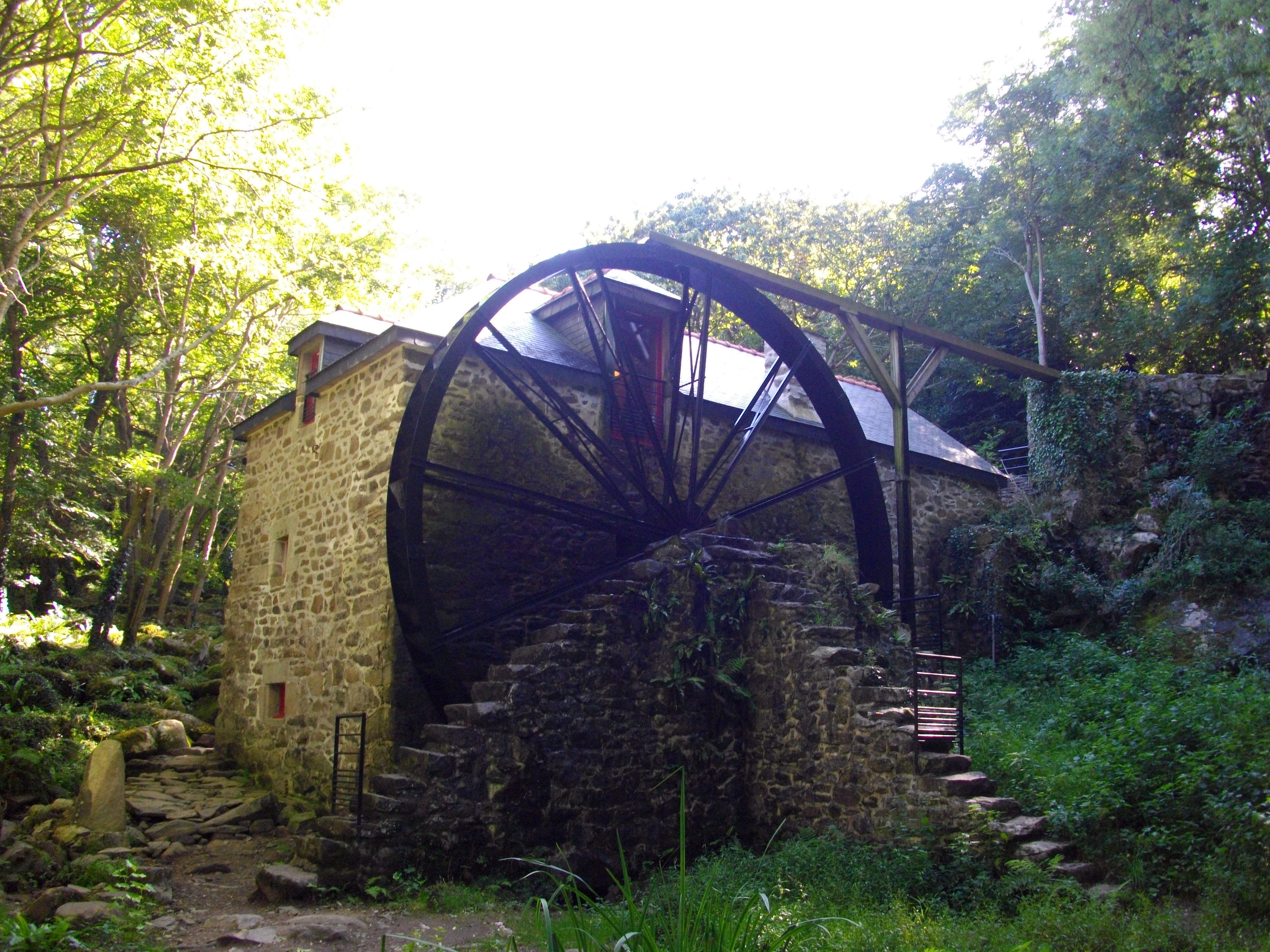
Roue à augets du moulin de Kériolet (Bretagne).

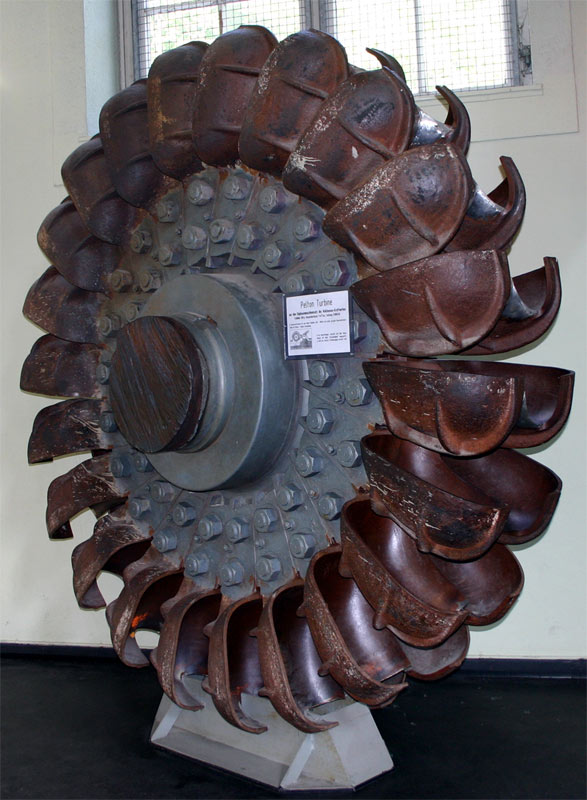
L'évolution moderne de la roue à augets : la turbine Pelton.

Une roue à augets, est une roue mue par la force de l'eau arrivant par "en dessus", (hydrotrochos) et constituée d'une succession de compartiments cloisonnés en forme d'auges appelés augets (modioli) empêchant des pertes de liquide vers l'axe, comme c'est le cas pour la roue à aubes, et qui dispose ainsi de plus de puissance et d'inertie, ce qui donne une rotation plus régulière. Une telle roue constitue le cœur d'un moteur hydraulique. 
À puissance égale, la roue à augets nécessite moins d'eau que la roue à aubes, dont elle est une amélioration. Toutefois, elle nécessite une chute d'eau, là où la roue à aubes peut être actionnée seulement par une eau courante, sans chute.
Certaines turbines modernes utilisent la technique des roues à augets comme la turbine Pelton.
La noria (antlitrochos) inventée par les ingénieurs grecs à l'époque hellénistique pour faire monter les eaux, combine une roue à aubes et une roue à augets dont le contenu se dévide dans un réceptacle (hydrotheca, castellum).